# Masako Chiba
Pour les articles homonymes, voir Chiba (homonymie).
Masako Chiba (千葉 真子, Chiba Masako), née le 18 juillet 1976 à Uji, est une athlète japonaise spécialiste du 10 000 mètres et du marathon. 

## Carrière

### Palmarès
| Date | Compétition             | Lieu    | Épreuve       | Résultat | Performance     |
| ---- | ----------------------- | ------- | ------------- | -------- | --------------- |
| 1997 | Jeux de l'Asie de l'Est | Busan   | 10 000 mètres | 1re      | 31 min 31 s 85  |
| 1997 | Championnats du monde   | Athènes | 10 000 mètres | 3e       | 31 min 41 s 93  |
| 2001 | Marathon d'Hokkaido     | Sapporo | Marathon      | 1re      | 2 h 30 min 39 s |
| 2003 | Championnats du monde   | Paris   | Marathon      | 3e       | 2 h 25 min 09 s |
| 2004 | Marathon d'Hokkaido     | Sapporo | Marathon      | 1re      | 2 h 26 min 50 s |
| 2005 | Marathon d'Hokkaido     | Sapporo | Marathon      | 1re      | 2 h 25 min 46 s |

### Records
| Épreuve       | Performance     | Lieu  | Date            |
| ------------- | --------------- | ----- | --------------- |
| 10 000 mètres | 31 min 20 s 46  | Osaka | 9 juin 1996     |
| Marathon      | 2 h 21 min 45 s | Osaka | 26 janvier 2003 |